# Mihovljan (Krapina-Zagorje)
Mihovljan is een dorp en gemeente in Kroatië, in de provincie Krapina-Zagorje. In 2001 telde de gemeente 2234 inwoners, met een absolute meerderheid van Kroaten. De gemeente Mihovljan omvat de plaatsen Mihovljan, Frkuljevec Mihovljanski, Gregurovec, Kuzminec, en Sutinske Toplice. Mihovljan ligt enkele kilometers verwijderd van de provinciale weg 35.